# Station Gdańsk Zaspa Towarowa
Station Gdańsk Zaspa Towarowa is een spoorwegstation in de Poolse plaats Gdańsk.